# أكارنن
أكارنن (بالإنجليزية: Acarnan)‏ في الميثولوجيا الإغريقية هو ابن ألكميون [الإنجليزية] Alcmaeon. بعد موت أبيه فر إلى إيروس الجنوبية (على حدود ألبانيا اليوم) فعرفت بعده باسم أكارنانيا، المشتق من اسمه.